# Reyes Romero
María de los Reyes Romero Vilches (Marchena, 30 de diciembre de 1967), también conocida como Reyes Romero, es una política española del Partido Vox y miembro fundador junto con Santiago Abascal. Fue vicepresidenta de Vox entre 2020 y 2024. Actualmente es diputada de dicha formación en el Congreso de los Diputados.

## Biografía
Reyes Romero es natural de Marchena. Trabajó en las industrias de la moda y la publicidad antes de involucrarse en la política. Se describe a sí misma como políticamente activa desde que era adolescente, pero no estuvo involucrada en ningún partido político antes de Vox. 
Está casada con el también político Macario Valpuesta. Fue elegida diputada al Congreso de los Diputados en las elecciones generales españolas de abril de 2019 por la circunscripción de Sevilla y nuevamente en las elecciones de noviembre de ese año. Expresó su oposición al activismo feminista moderno y describió a las feministas de la tercera ola como feminazis.